# Епархия Итагуаи
Епархия Итагуаи (лат. Dioecesis Itaguaiensis) — епархия Римско-католической церкви c центром в городе Итагуаи, Бразилия. Епархия Итагуаи входит в митрополию Сан-Себастьян-до-Рио-де-Жанейро. Кафедральным собором епархии Итагуаи является собор святого Франциска Ксаверия.

## История
14 марта 1980 года Римский папа Иоанн Павел II издал буллу Gravissimum supremi, которой учредил епархию Итагуаи, выделив её из епархий Барра-ду-Пираи-Редонды и Нова-Игуасу.

## Ординарии епархии
- епископ Vital João Geraldo Wilderink (21.04.1980 — 8.07.1998);
- епископ José Ubiratan Lopes (17.11.1999 — по настоящее время).

## Источник
- Annuario Pontificio, Ватикан, 2007
- Булла Gravissimum supremi  (лат.)